# 滨海伊西尼
滨海伊西尼（法語：Isigny-sur-Mer，法語發音：[iziɲi syʁ mɛʁ] ⓘ）是法国卡尔瓦多斯省的一个市镇，属于巴约区。该市镇于2017年由原滨海伊西尼与市镇卡斯蒂伊、讷伊拉福雷、莱苏博和武伊合并而成。

## 地理
滨海伊西尼（49°19'4"N, 1°6'8"W）面积61.44 平方千米，位于法国诺曼底大区卡爾瓦多斯省，该省份为法国西北部沿海省份，北濒大西洋英吉利海峡，东北与滨海塞纳省以海上边界相接，东临厄尔省，南至奧恩省，西与芒什省接壤。
与滨海伊西尼接壤的市镇（或旧市镇、城区）包括：蒙夫雷维尔、奥斯芒维尔、卡朗唐莱马赖、艾雷勒、卡尔蒂尼-莱皮奈、利松、圣弗罗蒙、拉福利、科隆比耶尔、布里克维尔、圣马尔库夫。
滨海伊西尼的时区为UTC+01:00、UTC+02:00（夏令时）。

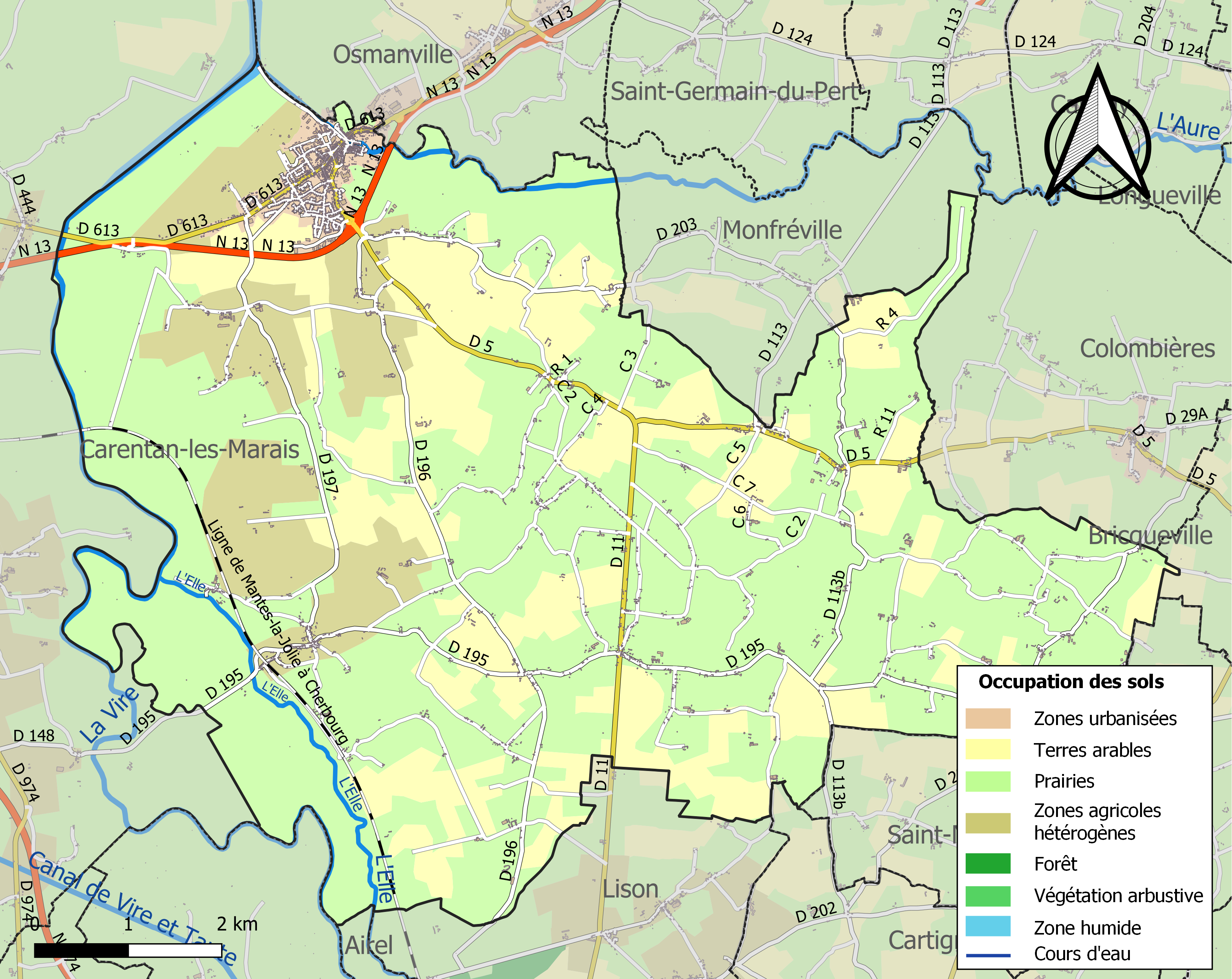
滨海伊西尼的OSM定位图

## 行政
滨海伊西尼的邮政编码为14230，INSEE市镇编码为14342。

## 政治
滨海伊西尼所属的省级选区为特雷维耶尔县。

## 人口

1962-2008年间滨海伊西尼人口变化图示

滨海伊西尼于2022年1月1日时的人口数量为3549人。